# Euloge Placca Fessou
Euloge Placca Fessou (Lomé, 31 dicembre 1994) è un calciatore togolese, attaccante dell'Elimai e della nazionale togolese.

## Carriera

### Club
Dopo aver terminato miglior realizzatore del campionato togolese di massima serie, il Servette decide di tesserarlo in prestito per una stagione firmando un accordo per un'opzione di tre anni supplementari con l'OC Agaza. Fa il suo esordio con la squadra ginevrina in Coppa svizzera contro il Losanna il 14 settembre 2013 allo Stade de Genève (partita poi persa per 1-0) entrando all'inizio della ripresa, in sostituzione di Igor Tadić. Il 21 settembre 2013, gioca la sua prima partita di campionato contro il Winterthur, nello stadio Schützenwiese, sostituendo ancora una volta il suo compagno di reparto. La giornata di campionato seguente, gioca da titolare in casa contro il Wil, per poi essere sostituito durante il secondo tempo da Igor Tadić. Il 24 novembre 2013 allo Stade de Genève segna la sua prima rete con la maglia del Servette per il definitivo 3-1 contro il Bienne.

### Nazionale
Ha giocato nella nazionale togolese Under-20.
Nel 2012 ha esordito in nazionale maggiore; ha partecipato alla Coppa d'Africa del 2013.

## Palmarès

### Club

#### Competizioni nazionali
- Supercoppa di Bielorussia: 1

Šachcër Salihorsk: 2023